# Vallée des sept châteaux

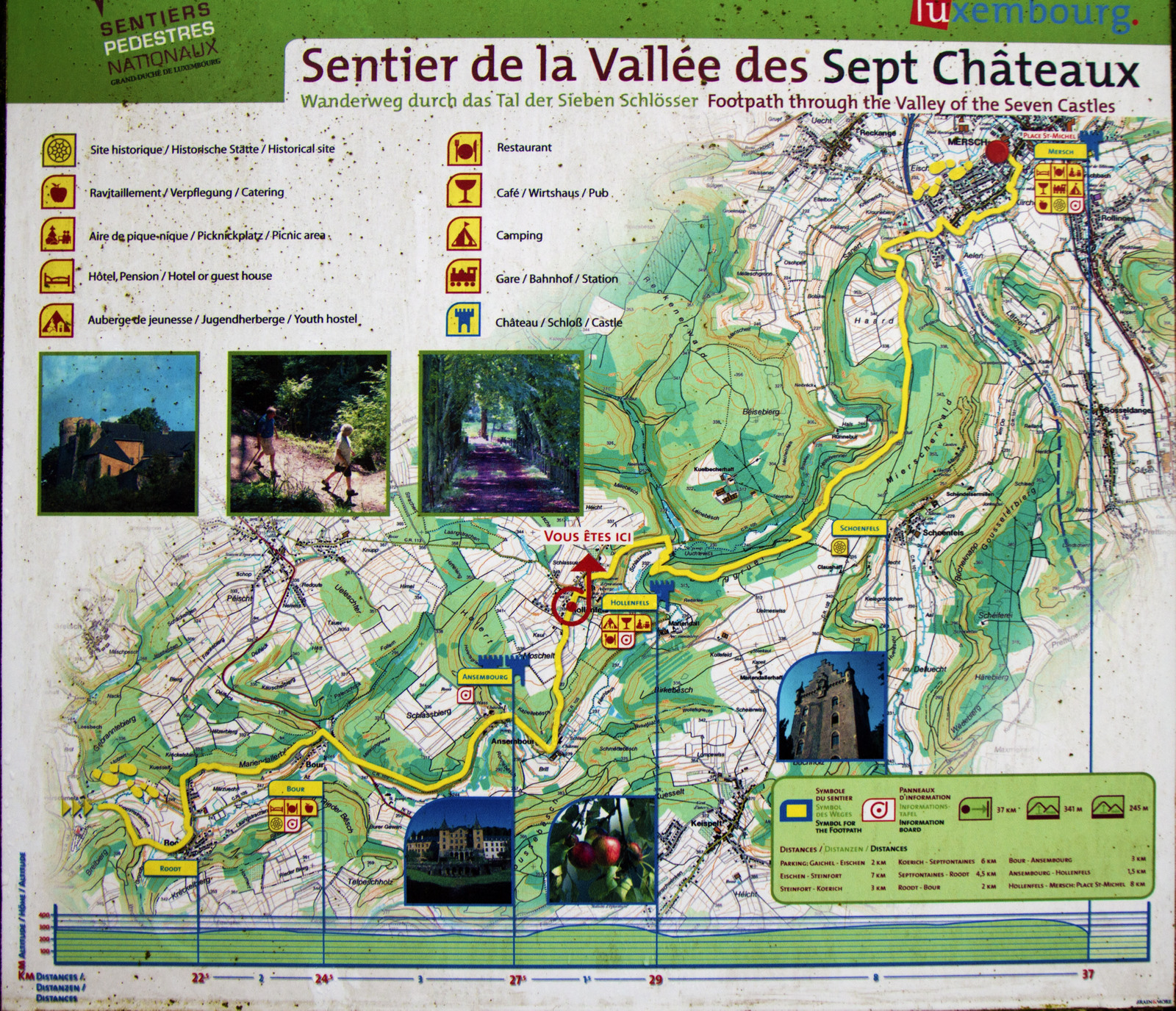
Carte de la vallée des sept châteaux

La vallée des sept châteaux est le nom donné au parcours de la rivière Eisch au Luxembourg. Très sinueuse et s’étirant sur près de 40 kilomètres jusqu'à son embouchure dans l’Alzette, à Mersch, l’Eisch est bordée de sept châteaux médiévaux souvent sur les hauteurs de l’une ou l’autre rive, ayant chacun une valeur historique et touristique importante. 
Nulle part ailleurs ne se trouve une telle concentration de sièges féodaux. Les localités sont Koerich, Septfontaines, Ansembourg, Hollenfels, Schoenfels et Mersch. À Goeblange, un peu avant Koerich, se trouvent également les vestiges d’une villa romaine. 
La vallée peut être visitée en voiture via le chemin repris no 105 (CR 105) en une heure ou à pied sur un sentier de 37 km.

## Les sept châteaux
Suivant le cours descendant de la rivière, les sept châteaux sont :
- Château de Koerich (en ruines, XIIe et XIIIe siècles) ;
- Château de Septfontaines (en ruines, XIIIe siècle) ;
- Château d'Ansembourg (résidence privée, XIVe siècle) ;
- Grand château d'Ansembourg (résidence privée, XVIIe siècle) ;
- château de Hollenfels (centre d’activités pour la jeunesse, XIe siècle) ;
- Château de Schoenfels (en rénovation, XIIIe siècle) ;
- Château de Mersch (administration mairie XIIIe siècle).

## Galerie

Les sept châteaux
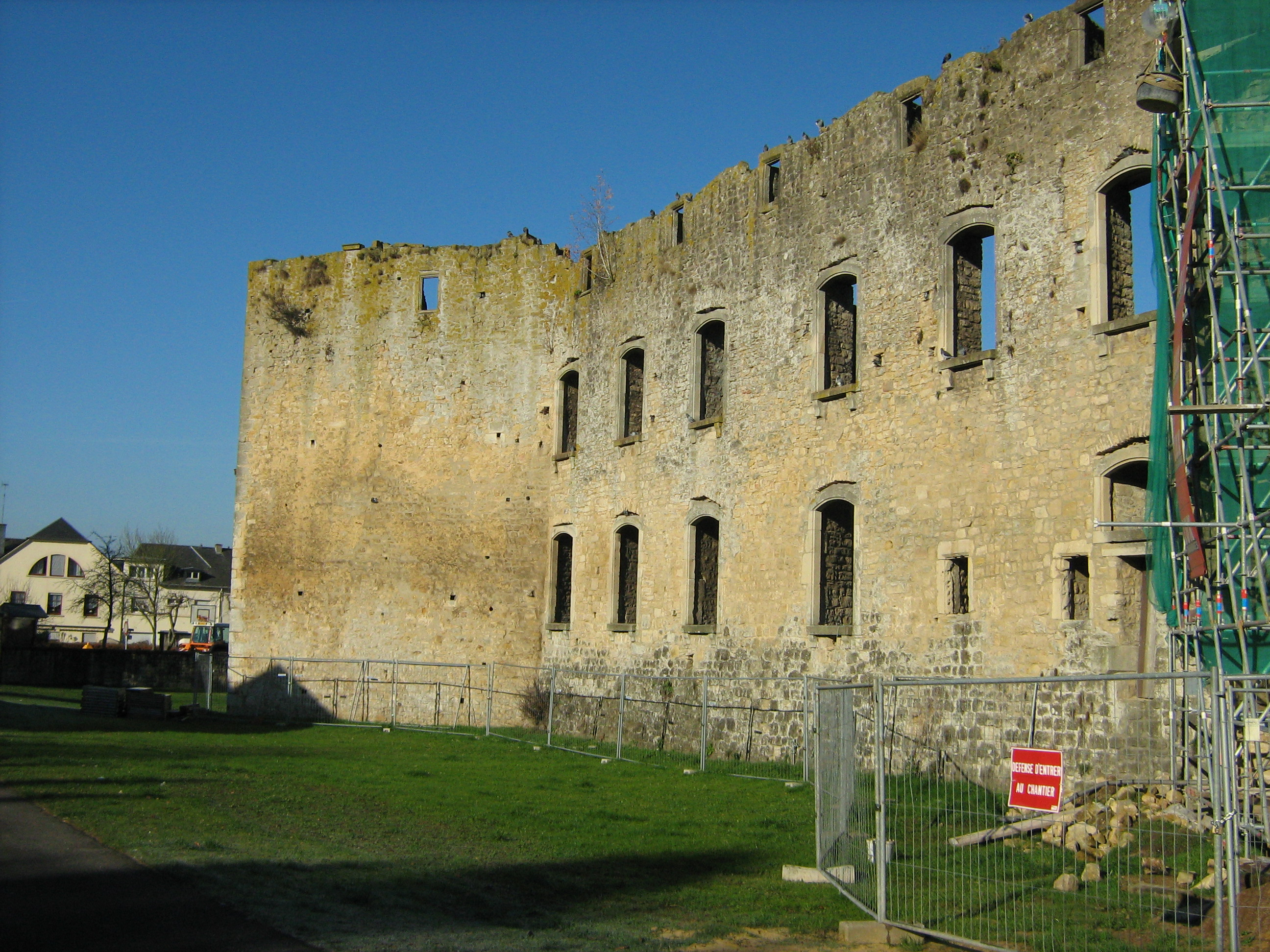
Château de Koerich (en)
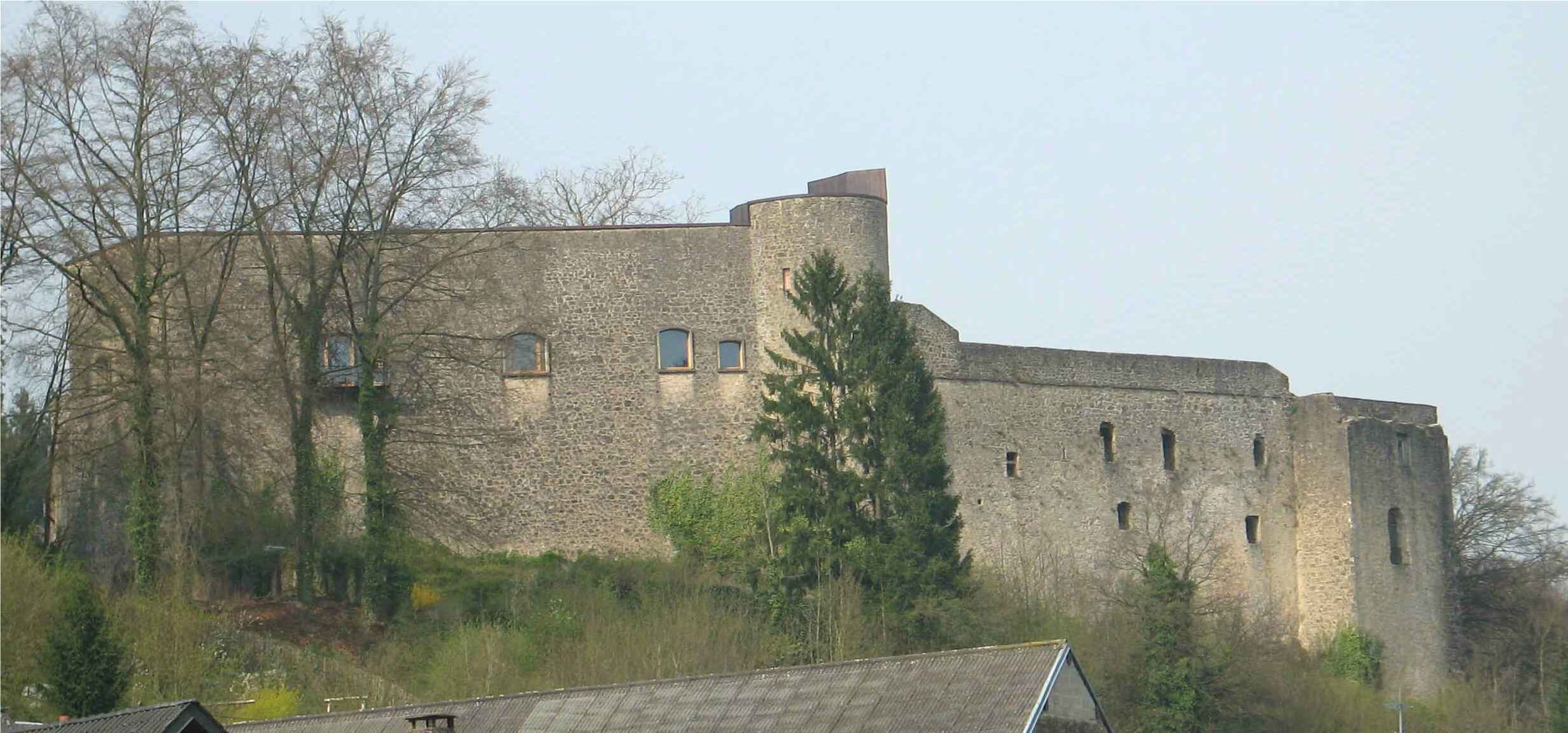
Château de Septfontaines
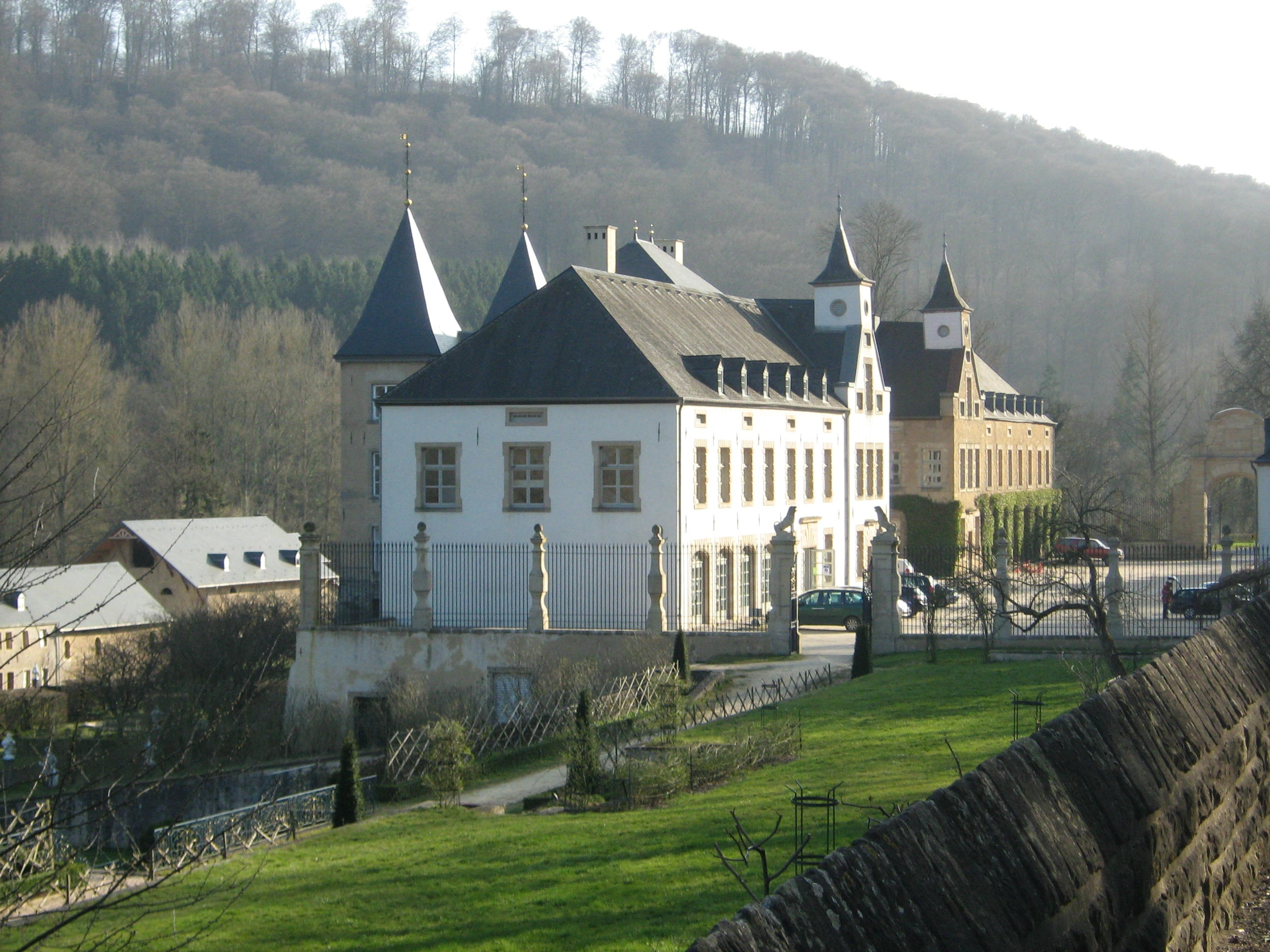
Grand château d'Ansembourg
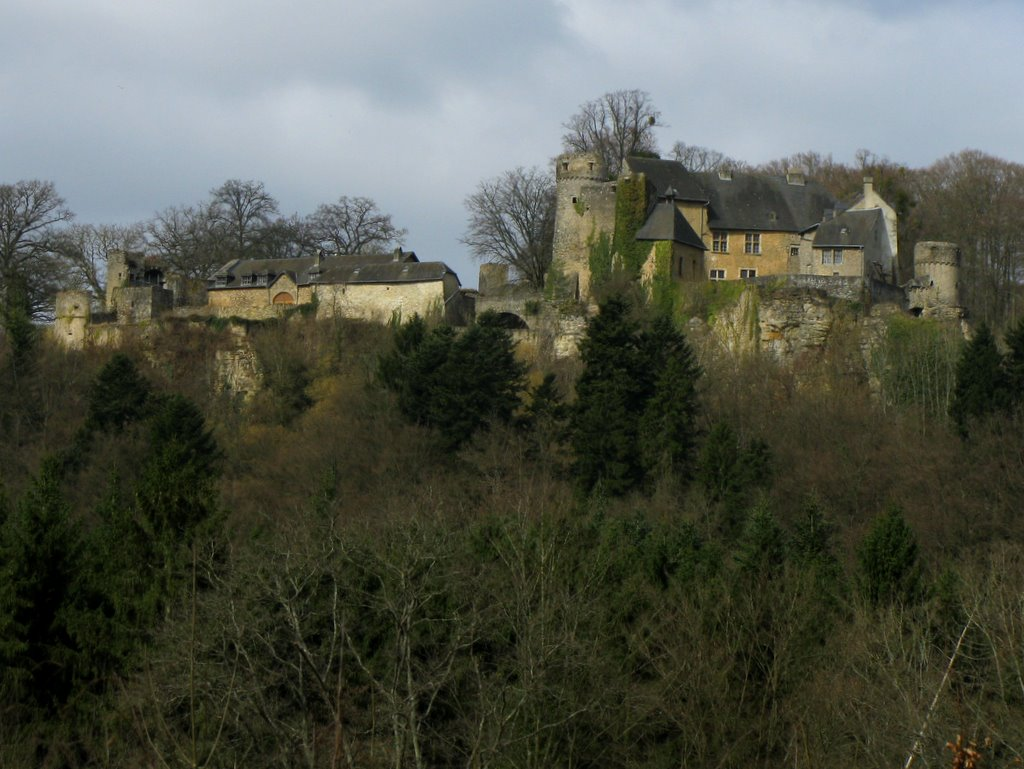
Château d'Ansembourg
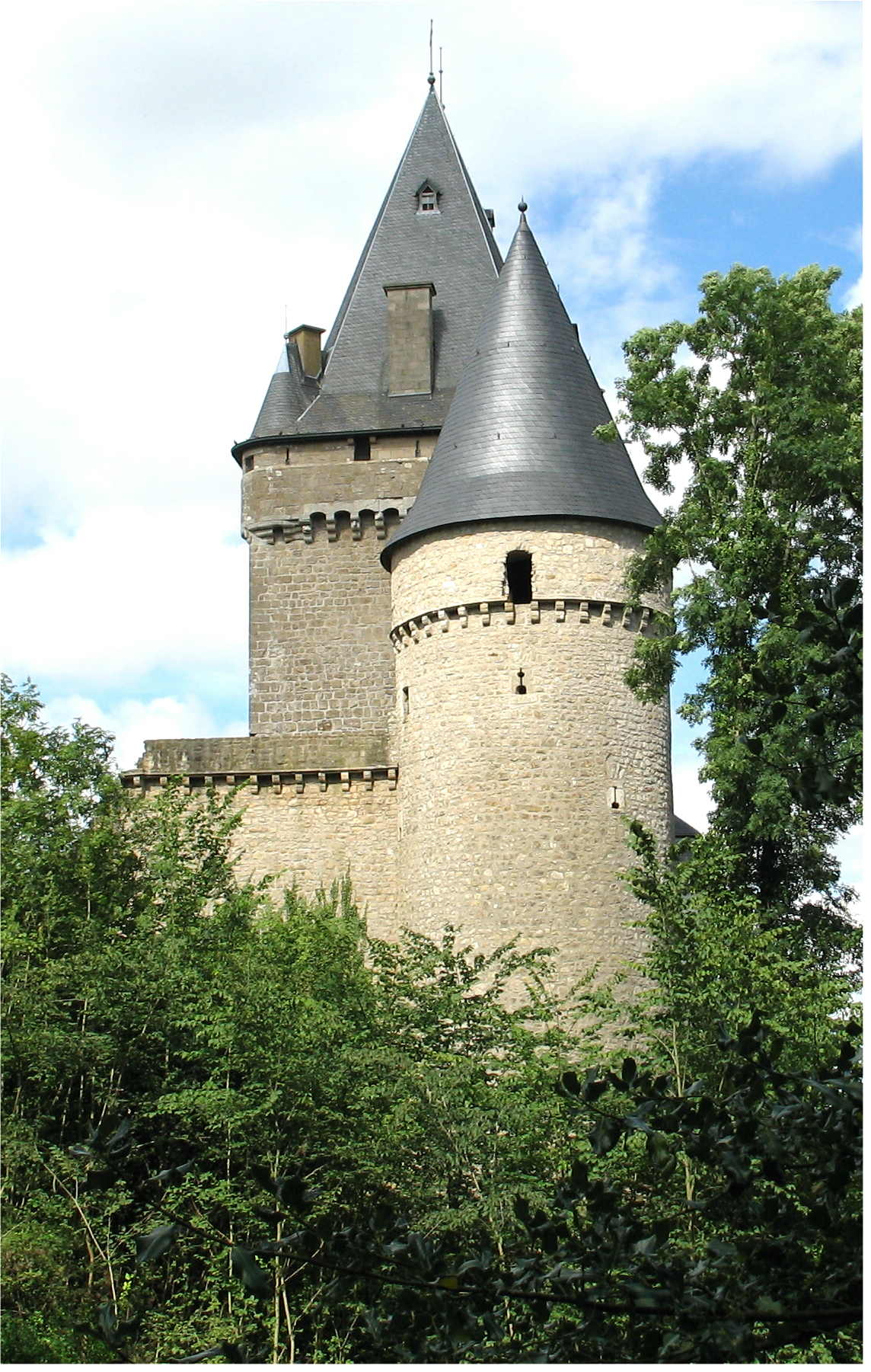
Château de Hollenfels
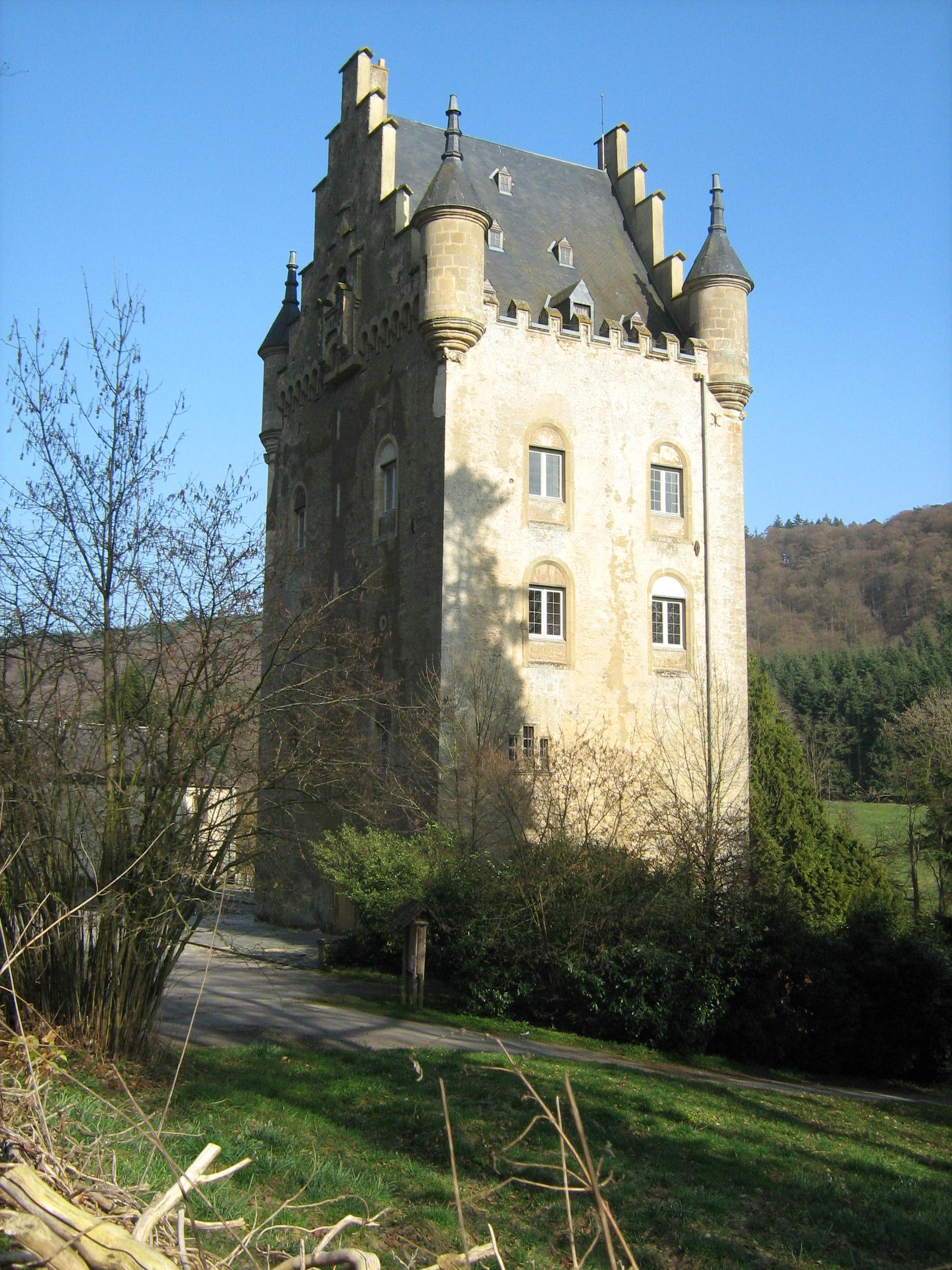
Château de Schoenfels
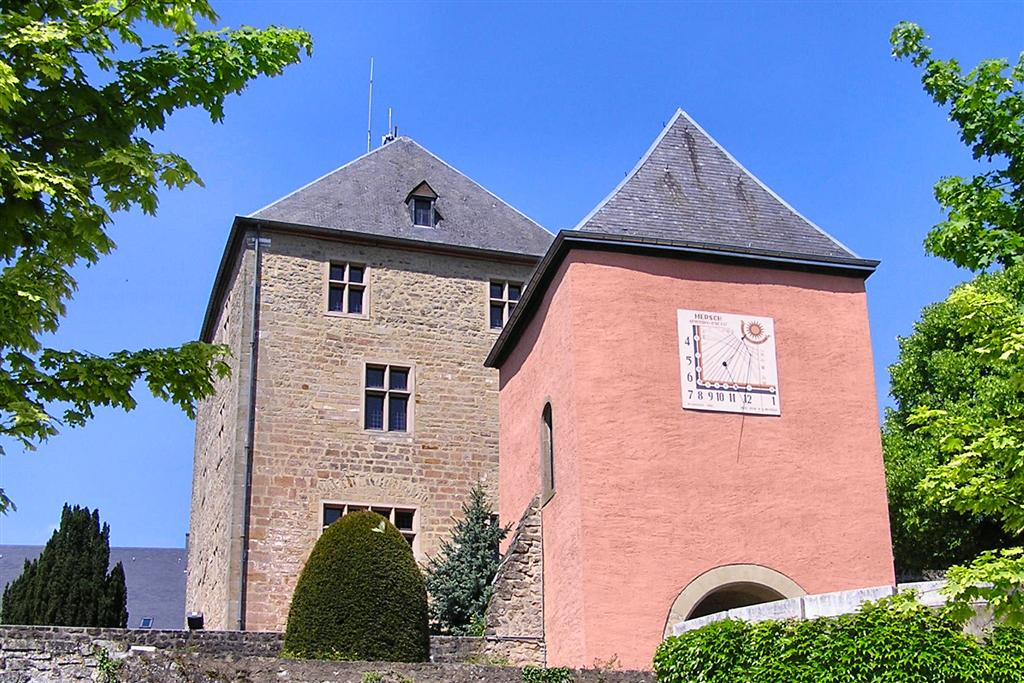
Château de Mersch